# Nokuthula Ledwaba
 (juin 2024).
Le contenu est difficilement compréhensible vu les erreurs de traduction, qui sont peut-être dues à l'utilisation d'un logiciel de traduction automatique.
 (juin 2024).
Nokuthula Ledwaba, née en 1983, est une actrice sud-africaine.
On la reconnaît notamment pour ses apparitions dans les séries Rhythm City et The River.

## Biographie

### Enfance et formation
En 1983, elle est née à Soweto, en Afrique du Sud, dans la région de Mofolo. Sa mère, Grace Vilakazi-Ledwaba, a donné naissance à elle très jeune. Son père est mort il y a 33 ans alors que sa mère était encore enceinte. Avec des enfants très jeunes, sa mère eut du mal à les élever. Elle a donc confié Nokuthala à sa tante. Elle a ensuite été élevée avec sa tante à Soshanguve, au nord de Pretoria. À l'adolescence, elle a rencontré sa famille et son père, Mavuso. Elle s'est ensuite rendue auprès de sa mère et a vécu avec elle. Toutefois sa mère est morte en septembre 2015.

### Carrière
Elle a débuté à dix-neuf ans et a produit plusieurs productions théâtrales pour enfants et éducatives tournées en Afrique du Sud et au Royaume-Uni. Elle a fait ses débuts dans la série Wild Child Lu. Elle a ensuite fait partie de la série télévisée Rhythm City en 2007, où elle interpréta le personnage de « Tshidi Khuse ». En 2009, lors de la troisième édition des South African Film and Television Awards (SAFTA), elle a été nommée pour la meilleure actrice dans un deuxième rôle[réf. nécessaire].
En 2018, elle reçoit une invitation pour participer à la série télévisée The River. Elle a interprété le personnage d'« Angelina » dans la série et l'a poursuivi dans les saisons 1 et 2. En plus de ces séries télévisées populaires, elle est apparue dans la série Abomama sous le nom de « Mapule » et dans Ambitions sous le nom de « Thembi ». Elle a également joué un rôle de soutien dans les séries Hard Copy, Backstage, Umlilo et Scandal. Nokuthula a joué le rôle principal dans la reprise de la mini-série américaine Roots de 1977 en tant que mère de Kunta Kinte.
"Dumile", une citadine née et élevée à Soweto, est la deuxième épouse d'un mariage polygame dans la série dramatique de.tv Umlilo.

## Filmographie
- Copie papier en tant que Leah Gumede
- Umlilo comme Dumile Simelane / Dumile
- Racines en tant que Binta Kinte
- Mandela : Un long chemin vers la liberté en tant que jeune femme du palais de justice
- Marie et Marthe dans le rôle de Micaela
- La ville rythmée en tant que Tshidi Khuse
- La rivière en tant que Angelina
- Abomama en tant que Mapule
- Ambitions en tant que Thembi
- Reyka (série télévisée) (en) dans le rôle de Portia